# Gosei 1990
Il Gosei 1990 è stata la quindicesima edizione del torneo goistico giapponese Gosei. 

## Svolgimento
- W indica vittoria col bianco
- B indica vittoria col nero
- X indica la sconfitta
- +R indica che la partita si è conclusa per abbandono
- +N indica lo scarto dei punti a fine partita
- +F indica la vittoria per forfeit
- +T indica la vittoria per timeout
- +? indica una vittoria con scarto sconosciuto
- V indica una vittoria in cui non si conosce scarto e colore del giocatore

### Fase preliminare
La fase preliminare serve a determinare chi accede al torneo per la selezione dello sfidante. Consiste in un torneo preliminare, i cui vincitori sono qualificati al torneo per la determinazione dello sfidante.

### Determinazione dello sfidante
|  | Primo turno        | Primo turno |  |  | Secondo turno      | Secondo turno |                 |                    | Terzo turno | Terzo turno |  |  | Semifinale | Semifinale |  |  | Finale | Finale |
|  |                    |             |  |  |                    |               |                 |                    |             |             |  |  |            |            |  |  |        |        |
|  | Hideo Otake        |             |  |  |                    |               |                 |                    |             |             |  |  |            |            |  |  |        |        |
|  | Satsuo Ushinohama  | W+R         |  |  | Satsuo Ushinohama  |               |                 |                    |             |             |  |  |            |            |  |  |        |        |
|  | Hideyuki Fujisawa  |             |  |  | Yoshihisa Miyamoto | B+11,5        |                 |                    |             |             |  |  |            |            |  |  |        |        |
|  | Yoshihisa Miyamoto | B+R         |  |  |                    |               |                 | Yoshihisa Miyamoto |             |             |  |  |            |            |  |  |        |        |
|  | Tadahiko Chino     |             |  |  | Toshiya Imamura    | B+8,5         |                 |                    |             |             |  |  |            |            |  |  |        |        |
|  | Masaki Ogata       | W+3,5       |  |  | Masaki Ogata       |               |                 |                    |             |             |  |  |            |            |  |  |        |        |
|  |                    |             |  |  | Toshiya Imamura    | W+8,5         |                 |                    |             |             |  |  |            |            |  |  |        |        |
|  |                    |             |  |  |                    |               |                 | Toshiya Imamura    |             |             |  |  |            |            |  |  |        |        |
|  | Norimoto Yoda      |             |  |  | Shoichi Takagi     | B+7,5         |                 |                    |             |             |  |  |            |            |  |  |        |        |
|  | Shuzo Ohira        | W+R         |  |  | Shuzo Ohira        |               |                 |                    |             |             |  |  |            |            |  |  |        |        |
|  | Sunao Hasegawa     |             |  |  | Hideki Komatsu     | W+4,5         |                 |                    |             |             |  |  |            |            |  |  |        |        |
|  | Hideki Komatsu     | B+R         |  |  |                    |               | Hideki Komatsu  |                    |             |             |  |  |            |            |  |  |        |        |
|  | Cho Sonjin         |             |  |  | Shoichi Takagi     | B+R           |                 |                    |             |             |  |  |            |            |  |  |        |        |
|  | Kunio Ishii        | B+R         |  |  | Kunio Ishii        |               |                 |                    |             |             |  |  |            |            |  |  |        |        |
|  | Tatsuaki Iwata     |             |  |  | Shoichi Takagi     | W+R           |                 |                    |             |             |  |  |            |            |  |  |        |        |
|  | Shoichi Takagi     | W+2,5       |  |  |                    |               |                 | Shoichi Takagi     |             |             |  |  |            |            |  |  |        |        |
|  | Utaro Hashimoto    |             |  |  | Satoru Kobayashi   | B+R           |                 |                    |             |             |  |  |            |            |  |  |        |        |
|  | Hiroshi Yamashiro  | B+17,5      |  |  | Hiroshi Yamashiro  |               |                 |                    |             |             |  |  |            |            |  |  |        |        |
|  |                    |             |  |  | Cho Chikun         | W+R           |                 |                    |             |             |  |  |            |            |  |  |        |        |
|  |                    |             |  |  |                    |               | Cho Chikun      |                    |             |             |  |  |            |            |  |  |        |        |
|  | Eio Sakata         |             |  |  | Yasumasa Hane      | B+R           |                 |                    |             |             |  |  |            |            |  |  |        |        |
|  | Yoshio Ishida      | W+R         |  |  | Yoshio Ishida      |               |                 |                    |             |             |  |  |            |            |  |  |        |        |
|  | Ei Kanda           |             |  |  | Yasumasa Hane      | W+R           |                 |                    |             |             |  |  |            |            |  |  |        |        |
|  | Yasumasa Hane      | W+R         |  |  |                    |               | Yasumasa Hane   |                    |             |             |  |  |            |            |  |  |        |        |
|  | Yoshitaka Ushikubo |             |  |  | Satoru Kobayashi   | W+R           |                 |                    |             |             |  |  |            |            |  |  |        |        |
|  | Masaki Takemiya    | B+R         |  |  | Masaki Takemiya    |               |                 |                    |             |             |  |  |            |            |  |  |        |        |
|  | Kunihisa Honda     |             |  |  | Satoshi Kataoka    | W+R           |                 |                    |             |             |  |  |            |            |  |  |        |        |
|  | Satoshi Kataoka    | W+R         |  |  |                    |               | Satoshi Kataoka |                    |             |             |  |  |            |            |  |  |        |        |
|  | Meiko Tei          |             |  |  | Satoru Kobayashi   | B+2,5         |                 |                    |             |             |  |  |            |            |  |  |        |        |
|  | Takeo Kajiwara     | B+R         |  |  | Takeo Kajiwara     |               |                 |                    |             |             |  |  |            |            |  |  |        |        |
|  | Ryuchi Muramatsu   |             |  |  | Satoru Kobayashi   | B+R           |                 |                    |             |             |  |  |            |            |  |  |        |        |
|  | Satoru Kobayashi   | B+3,5       |  |  |                    |               |                 |                    |             |             |  |  |            |            |  |  |        |        |

### Finale
La finale è una sfida al meglio delle cinque partite, il detentore Kōichi Kobayashi ha affrontato lo sfidante scelto tramite il processo di qualificazione.